# Setun
Setun (russisch Сетунь) war ein auf balancierter ternärer Logik aufbauender Computer, welcher 1958 in der Sowjetunion entwickelt wurde.

## Beschreibung
Der Setun-Computer war der weltweit einzige Rechner, der auf dem Prinzip der balancierten ternären Logik (−1, 0, 1) basierte. Er wurde für Lehrzwecke und wissenschaftliche Aufgaben (z. B. Agrochemie, Nuklearforschung) eingesetzt. 50 Exemplare des Setun wurden in den 1960er Jahren gebaut und kamen in allen Unionsrepubliken zum Einsatz. Der Computer erhielt seinen Namen nach dem Flüsschen Setun, das in der Nähe der Moskauer Lomonossow-Universität fließt.

## Geschichte
Der ternäre Computer Setun wurde von 1956 bis 1958 durch ein Team um den sowjetischen Funkingenieur Nikolai Brussenzow entwickelt. Die sich langsam vom Zweiten Weltkrieg erholende Wirtschaft und Wissenschaft des Landes sollte mit elektronischen Rechnern für Lehrzwecke und wissenschaftliche Anwendungen ausgerüstet werden. 1956 trafen sich einige Ingenieure und Studenten des von Sergei Sobolew geleiteten Computer-Forschungszentrums der Moskauer Lomonossow-Universität in einem Seminar, an dem neben Michail Schura-Bura, Konstantin Semendjajew und Jewgeni Schogolew auch der junge Brussenzow teilnahm.
In den darauf folgenden Jahren wurden 50 Computer in der Fabrik für Computersysteme in Kasan zum Stückpreis von 27.000 Rubel hergestellt. Obwohl es für den in der gesamten Sowjetunion an Universitäten und in der industriellen Produktion eingesetzten Computer (u. a. in Nowosibirsk, Kaliningrad, Jakutsk, Aschchabad, Magadan, Odessa, Irkutsk, Krasnojarsk, Duschanbe, Machatschkala) keinen offiziellen technischen Benutzer-Support gab, lief der Setun nach Aussagen von Nikolai Brussenzow meist fehlerfrei. Er und sein Team entwickelten 1970 das Nachfolgemodell Setun 70. Jedoch favorisierte das Staatliche Planungskomitee Gosplan andere Projekte und die Entwicklung wurde schließlich eingestellt.
Auch in den USA und Kanada wurde zu Ternär-Bauelementen geforscht. Allerdings zeigte sich spätestens in den beginnenden 1970er Jahren, dass die Entwicklung von ternären Bauelementen angesichts der bereits weit vorangeschrittenen binären Technologien zu teuer wurde. Die Rechenkapazitäten nahmen im Vergleich zu den beginnenden Sechzigern derart stark zu, dass ternäre Rechenoperationen problemlos auf binären Computern emuliert werden konnten.

## Technische Spezifikation
Setun ist sequentiell aufgebaut und besitzt einen Ferritkernspeicher mit drei Seiten zu je 54 Worten. Die Magnettrommeln arbeiten mit dem RAM als Cache zusammen. Der Inhalt des Index-Registers kann, abhängig vom Wert des Adressen-Modifizierungstrits (+, 0, -), zum Adressenteil der Instruktion addiert oder von ihr subtrahiert werden. Der Befehlssatz besteht aus nur 24 Befehlen, die u. a. folgende Funktionen ermöglichen: Mantissen-Normalisierung für Gleitkomma-Rechnung, Shift, kombinierte Multiplikation und Addition.

## Referenzen
- Klimenko, Stanislav V.: Computer science in Russia: A personal view. IEEE Annals of the history of computing, v 21, n 3, 1999 (in Englisch)
- Malinovski, B. N.: Istorija vychislitel’noj tekhniki v licakh. Kiev, 1995
- Brusencov, N. P.: Malaja cifrovaja vychislitel'naja mashina «Setun», Moskva, Univ., 1965
- Rumjanzev, Dmitri: Nieder mit den Bytes! Ein Interview mit N. P. Brusenzov. Upgrade 33 (175), August, 2004, (in Russisch)
- Žogolev, Y. A.: The order code and an interpretative system for the Setun computer. USSR Comp. Math. and Math. Physics (3), 1962, Oxford, Pergamon Press, p 563-578
- G. Trogemann, A. Y. Nitussov, W. Ernst (Hg.): Computing in Russia: The History of Computer Devices and Information Technology revealed. Vieweg Verlag, July 2001 (in Englisch)
- Hunger, Francis: Setun. Eine Recherche über den Sowjetischen Ternärcomputer. Hochschule für Grafik und Buchkunst Leipzig, 2007, ISBN 3-932865-48-0 (deutsch, englisch)
- Donald E. Knuth: Seminumerical Algorithms. In: The Art of Computer Programming. 3. Auflage. Band 2. Addison-Wesley, 2006, ISBN 0-201-89684-2, S. 208.
- Nikolay Petrovich Brusentsov, José Ramil Alvarez: Ternary Computers: The Setun and the Setun 70. In: Perspectives on Soviet and Russian Computing: First IFIP WG 9.7 Conference, SoRuCom 2006, Petrozavodsk, Russia, July 3-7, 2006, Revised Selected Papers. 2011, S. 74–80, doi:10.1007/978-3-642-22816-2_10 (PDF).